# Calixa-Lavallée
Calixa-Lavallée, antes conocido como Sainte-Théodosie y Sainte-Théodosie-Calixa-Lavallée, es un municipio de la provincia de Quebec en Canadá. Es una de las ciudades pertenecientes al municipio regional de condado de Marguerite-D’Youville y, a su vez, a la región de Montérégie-Est en Montérégie.

## Geografía
El territorio de Calix-Lavallée está ubicado entre Contrecoeur y Saint-Antoine-sur-Richelieu al norte, Saint-Marc-sur-Richelieu al este así como Verchères al sur y al oeste. Tiene una superficie total de 32,72 km² cuyos 32,65 km² son tierra firme.

## Política
El alcalde actual (2015) es Daniel Plouffe. El municipio de parroquia cambió su estatus por el de municipio en 2015. El municipio está incluso de las circunscripciones electorales de Verchères a nivel provincial y de Verchères-Les Patriotes a nivel federal.

## Demografía
Según el censo de Canadá de 2011, había 504 personas residiendo en este municipio con una densidad de población de 15,6 hab./km². Los datos del censo mostraron que de las 533 personas censadas en 2006, en 2011 hubo una diminución de 29 habitantes (-5,4 %). El número total de inmuebles particulares resultó de 200. El número total de viviendas particulares que se encontraban ocupadas por residentes habituales fue de 192.